# Stanisław Puzyna (porucznik)
Stanisław Puzyna herbu Oginiec (ur. 11 listopada 1917 w Petersburgu, zm. 3 kwietnia 1942) – porucznik polskiego dywizjonu 307 w Wielkiej Brytanii.

## Życie
Był synem Stanisława inżyniera komunikacji, profesora Politechniki Warszawskiej i Gdańskiej i Marii Katarzyny z Wojnicz-Sianożęckich (1892–1927). W 1937 roku ukończył I Państwowe Gimnazjum i Liceum im. Stefana Batorego w Warszawie.
Podczas II wojny światowej porucznik Polskich Sił Powietrznych na Zachodzie. Służył jako radioobserwator w Nocnym Dywizjonie Myśliwskim 307 „Lwowskich Puchaczy”. Zginął wraz ze swoim pilotem por. Grzegorzem Bukowskim, w chwilę po starcie, w wyniku zderzenia z ziemią z nieznanych przyczyn. Odznaczony pośmiertnie Medalem Lotniczym. 
Pochowany na Higher Cemetery w Exeterze, w hrabstwie Devon.